# Trichomalus conifer
Trichomalus conifer är en stekelart som först beskrevs av Walker 1836.  Trichomalus conifer ingår i släktet Trichomalus och familjen puppglanssteklar. Arten är reproducerande i Sverige. Inga underarter finns listade i Catalogue of Life.